# Maria Dorothea Simon

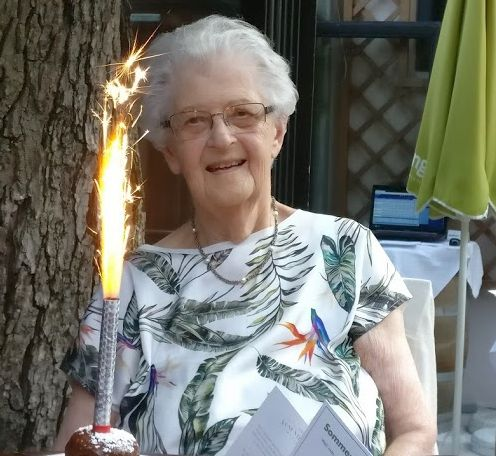
Maria Dorothea Simon anlässlich der Feiern zu ihrem 100. Geburtstag in einem Wiener Heurigenlokal

Maria Dorothea Simon (* 6. August 1918 in Wien; † 8. März 2022 ebenda) war eine österreichische Sozialwissenschaftlerin.

## Leben
Simon wurde als Tochter eines Ingenieurs und einer Studentin in Wien geboren. Die Eltern waren assimilierte Juden. Sie absolvierte zunächst eine Ausbildung als Kindergärtnerin in ihrer Heimatstadt, bevor sie 1936 nach Prag ging, um dort eine Schule für Sozialarbeit zu besuchen. 1938 kam sie auf Einladung von Verwandten nach Großbritannien. Ursprünglich sollte Simon dort nur die Sommerferien verbringen, doch nach der Auflösung ihrer Prager Schule und dem zunehmenden nationalsozialistischen Einfluss in der Tschechoslowakei nach dem Münchner Abkommen blieb sie in Großbritannien. Ihr Vater kam im folgenden Jahr nach, doch Mutter und Großmutter blieben in Prag beziehungsweise Wien und wurden im Holocaust ermordet. Simon schlug sich zunächst in London als Kindermädchen und Putzfrau durch, bevor sie in einem von Anna Freud geleiteten Kinderheim in London eine Stelle fand. Mit einem Stipendium der tschechischen Exilregierung konnte sie in Oxford ihr Studium fortsetzen, das sie 1944 mit dem Diplom abschloss. Danach trat sie in den Auxiliary Territorial Service, die Frauenabteilung des britischen Heeres, als Lehrerin ein, wo sie den Rang eines Unteroffiziers erreichte. In Fernkursen an der London University erwarb sie in dieser Zeit einen Bachelor in Wirtschaftswissenschaften und Politologie.
Nach Kriegsende verbrachte sie mit ihrer Familie ein Jahr in Dänemark und wanderte 1946 in die USA aus, wo sie als Sozialarbeiterin bei einer jüdischen Wohlfahrtseinrichtung in Seattle tätig war. Von 1947 bis 1952 studierte sie wieder an der Universität Wien, wo sie sich bei Otto Fleischmann sowie Dr. Alfred Winterstein, dem Präsidenten der Wiener Psychoanalytischen Vereinigung, in Psychoanalyse weiterbildete und den Doktortitel in Psychologie erwarb.
Von 1957 bis 1961 war sie Assistant Professor am Medical Center der Universität von
Arkansas. bevor sie 1963 aus familiären Gründen endgültig nach Wien zurückkehrte. Sie forschte als Assistentin am Institut für Höhere Studien.
Von 1970 bis zu ihrer Pensionierung 1983 war sie Direktorin der Akademie für Sozialarbeit der Stadt Wien. Im Ruhestand engagiert sie sich ehrenamtlich, so vertrat sie die Nichtregierungsorganisation World Federation of Mental Health bei den Vereinten Nationen.
Simon war von 1944 bis zu dessen Tod 1976 mit dem Juristen und Widerstandskämpfer Joseph T. Simon verheiratet, mit dem sie vier Kinder hatte. Sie wurde am Döblinger Friedhof bestattet.

## Leistungen
Zu den Forschungsgebieten von Maria Dorothea Simon gehörte die Erforschung von nationalen Vorurteilen bei Kindern sowie von Unterschieden bei Selbstmorden in Wien und Los Angeles. Darüber hinaus entwickelte sie Methoden zur Untersuchung von Familienpathologien und leitete Studien zur Situation der Sozialarbeit und unverheirateter Mütter in Österreich. In den siebziger Jahren trug sie als Akademiedirektorin wesentlich zur Professionalisierung und Neuausrichtung der Sozialarbeit in Österreich bei.

## Schriften
- Herausgeberin von: Joseph T. Simon: Augenzeuge. Erinnerungen eines österreichischen Sozialisten. Eine sehr persönliche Zeitgeschichte, Lit Verlag, Wien und Berlin, 2. Auflage 2008, ISBN 978-3-7000-0803-3
- Über den Affektwert von Wortdarstellungen: Eine Untersuchung an Kindern, Institut für höhere Studien Wien, 1966
- mit Norman L. Farberow: Selbstmord in zwei Grosstädten: Ein sozio-kultureller Vergleich, Institut für höhere Studien Wien, 1968
- Psychologie, gestern und heute. Österreichischer Bundesverlag für Unterricht, Wissenschaft u. Kunst, 1976, ISBN 3-215-02282-6.
- The Relatives of the Mentally Ill’s Perspective on Quality of Life. John Wiley, Chichester, NY, 1997.
- Selbstzeugnis, in: Hermann Heitkamp/Alfred Plewa (Hg.): Soziale Arbeit in Selbstzeugnissen, Band 2. Freiburg i. Breisgau: Lambertus, 2002, S. 225–272
- Franzi Löw (1916–1997), in: Soziale Arbeit 7/2013, S. 296–297, hier
- Franziska Danneberg-Löw – Eine jüdische Fürsorgerin in Wien in der Zeit des Nationalsozialismus, in: Johannes Pflegerl, Monika Vyslouzil, Gertraud Pantucek (Hrsg.): Passgenau helfen. Soziale Arbeit als Mitgestalterin gesellschaftlicher und sozialer Prozesse, Wien: Lit-Verlag, 2013, ISBN 978-3-643-50526-2, S. 82–91